# Палатография
Палатографията (от лат.: palatum – „небце“ и гр.: γραφία /графия/ – „пиша“) е техника в експерименталната фонетиката и медицинската диагностика, чрез която се определят и илюстрират частите от небцето които се допират с езика по време на учленяването на даден звук. Основният продукт на палатографията е палатограмата която представлява схематично изображение на допирните точки на езика с небцето.

## Метод

### Класически
За да се снеме палатограма, езикът на говорещия се оцветява с боя, след което същият възпроизвежда желания звук. Боята оставя отпечатъци върху небцето, които се заснемат и които показват къде езикът е извършил контакт с небцето.

### Електропалатографски
При този съвременен метод се поставя изкуствено небце покрито с електроди върху небцето на субекта. При контакта на езика с електродите, последните изпращат сигнал към външно устройство което записва и/или изобразява извършения контакт. Този метод има предимството, че позволява да се снема динамично извършваният контакт на поредица от звуци.

## Приложения
Езиковедите често използват палатографията за изследване на слабо изучени, и често дори застрашени от изчезване езици. Така други учени могат да изучават задочно езика, което е голямо удобство тъй като повечето непроучени и изчезващи езици се говорят в трудно достъпни части на света и от ограничен брой хора. Освен това генерираните данни ще съхранят знанието за езика дори и след неговото изчезване. Освен в академичните среди, палатограмите могат да се използват и за педагогически цели, тъй като нагледно показват как се извършва учленяването на звука.
Чрез палатография и най-вече – електропалатография, се изследват и хора с артикулационни говорни дефекти, което позволява по-точна диагностика и съответно третиране на проблема.